# Richard Hamburger
Richard Hamburger (* 6. August 1884 in Warschau; † 31. Juli 1940 in London) war ein deutscher Kinderarzt.

## Leben und Tätigkeit
Hamburger war der Sohn eines Kaufmanns. Ein Cousin von ihm war der Mediziner Casimir Funk, der den Begriff des Vitamins erfand und in die wissenschaftliche Terminologie einführte.
Nach dem Schulbesuch in Berlin studierte Hamburger Medizin an den Universitäten Berlin und Rostock. 1912 promovierte er zum Dr. med. Im selben Jahr erhielt er die medizinische Approbation. Anschließend trat er als Assistenzarzt in den Dienst der Universitätskinderklinik der Berliner-Charité, an der er seine Ausbildung unter Adalbert Czerny vertiefte. Seine lebenslangen Spezialgebiete waren die Säuglings- und Kinderernährung sowie die Rachitis.
Von 1914 bis 1918 nahm Hamburger am Ersten Weltkrieg teil. 1923 habilitierte er sich als Privatdozent. Im Jahr 1928 folgte seine Ernennung zum nichtbeamteten außerordentlichen Professor an der Berliner Universität. Hauptberuflich führte er eine Kinderarztpraxis in der Lietzenburgerstraße 8a in Berlin.
Nach der Machtergreifung der Nationalsozialisten im Frühjahr 1933 emigrierte Hamburger im April 1933 als Jude nach Großbritannien. Seine Familie folgte ihm im November 1933. In Deutschland wurde ihm am 21. November 1933 aufgrund des Gesetzes zur Wiederherstellung des Berufsbeamtentums (§ 3) die Lehrbefugnis entzogen.
Da Hamburger mit seinem deutschen Abschluss in Großbritannien nicht als Mediziner praktizieren konnte, ging er zunächst nach Edinburgh, wo er sich in das britische Gesundheitswesen einarbeitete und sich auf die erforderlichen Prüfungen vorbereitete. Nachdem er diese 1934 bestanden hatte, erhielt er die britische medizinische Approbation.
Von Edinburgh aus ging Hamburger nach London, wo er eine Kinderarztpraxis in dem Haus 11 Upper Wimpole Street in St. John’s Wood eröffnete, die er bis zu seinem Tod im Jahr 1940 betrieb. Der Patientenkreis umfasste vor allem Emigranten. Daneben war er als fachärztlicher Berater am London Jewish Swanley Children’s Hospital tätig.
Hamburger starb an der Hodgkinschen Krankheit.

## Familie
Hamburger war verheiratet mit Lilli, geb. Hamburg [sic!] (1887–1980), die aus einer polnischen Bankiersfamilie stammte. Aus der Ehe gingen vier Kinder hervor, darunter der als Lyriker und Literaturkritiker bekannt gewordene Michael Hamburger sowie der Publizist Paul Bertrand Hamlyn (der seinen Nachnamen während seiner Schulzeit änderte).

## Schriften
- Ueber Fälle von Rhinorrhoea cerebralis mit Atrophie des Nervus opticus und ueber die Ursachen dieses Symptomencomplexes, 1912. (Dissertation)